# Fenrir (lune)
Pour les articles homonymes, voir Fenrir (homonymie).
Fenrir (désignation provisoire S/2004 S 16) est l'une des lunes de Saturne. Sa découverte fut annoncée par Scott S. Sheppard, David Jewitt, Jan Kleyna et Brian G. Marsden le 4 mai 2005, d'après des observations faites entre le 13 décembre 2004 et le 5 mars 2005.
Elle porte le nom de Fenrir, loup monstrueux de la mythologie nordique, fils de Loki et de la géante Angrboda, père de Hati et de Sköll.